# Печатники (станція метро, Велика кільцева лінія)
55°41′41″ пн. ш. 37°43′39″ сх. д. / 55.69472° пн. ш. 37.72750° сх. д.
«Печатники» (рос. Печатники) — проміжна станція Великої кільцевої лінії Московського метрополітену. 
Розташована в районі Печатники (Півд-Сх. АО). 
Відкрито 1 березня 2023 року у складі дистанції «Каховська»  — «Нижньогородська» під час церемонії повного замикання Великої кільцевої лінії 

## Технічна характеристика
Конструкція станції — колонна станція мілкого закладення із двома прямими береговими платформами.

## Колійний розвиток
Станція без колійного розвитку.

## Пересадки
- А: м77, с4, 30, 161, 228, 292, 350, 438, 646, 650, 703, 736, с790, Вч
- Метростанцію  Печатники
- Станцію МЦД 
  -  Печатники
  -  Любліно

## Оздоблення
В оздобленні станції присутні характерні для друкарні кольори: чорні, сірі та білі. 
У дизайні переважають характерні для стилю необруталізм – лаконічність та стриманість. 
З нержавіючої сталі виконані стіни, підлога – з натурального каменю, а стеля – з алюмінію.
| Попередня станція  | Лінія | Лінія                 | Лінія | Наступна станція |
| ------------------ | ----- | --------------------- | ----- | ---------------- |
| Нагатінський Затон |       | Велика кільцева лінія |       | Текстильщики     |